# Verbascum virgatum
El verbasco (Verbascum virgatum)  es una especie perteneciente a la familia de las escrofulariáceas.

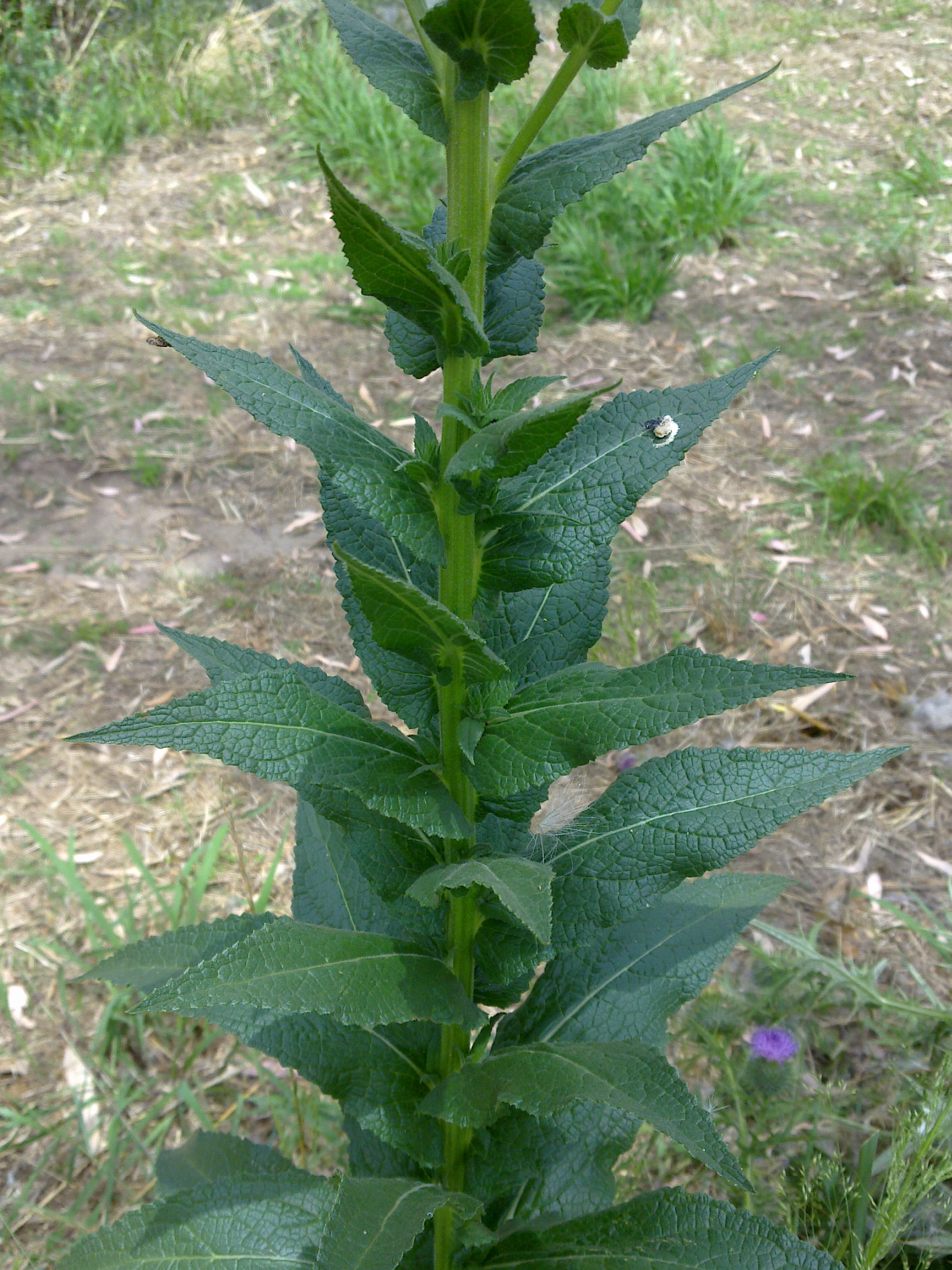
Hojas

## Descripción
Es un "gordolobo" de hasta 1 m, con tallo pegajoso, generalmente solitario, de hojas verdes, las inferiores de hasta 35 cm, lanceoladas, las superiores abrazando algo el tallo. Las flores amarillas, de 2,5-3,5 cm en verano, forman espigas largas, poco densas, con una flor en la axila de cada hojita o bráctea del tallo, con un corto rabillo, menor que el verde cáliz peloso y pringoso.

## Distribución y hábitat
La especie es nativa del Reino Unido, Italia, Francia, España (incluyendo las  Islas Canarias) y Portugal (incluyendo las islas de  Madeira y Azores). Además se ha naturalizado en Sudáfrica,  los Estados Unidos, Suramérica, Australia, Nueva Zelanda, Melanesia y Polinesia.

## Taxonomía
Verbascum virgatum fue descrita por Jonathan S. Stokes y publicado en A Botanical Arrangement of British Plants (ed. 2) 1: 227. 1787.
Citología
Número de cromosomas de Verbascum virgatum (Fam. Scrophulariaceae) y táxones infraespecíficos:
2n=64, 66
Etimología
Verbascum: nombre genérico que deriva del vocablo latino Barbascum (barba), refiriéndose a la vellosidad que cubre la planta.
virgatum: epíteto latino que significa "con ramas".
Sinonimia
- Blattaria virgata (Stokes) Fourr.
- Verbascum blattarioides var. crenatum Rouy in Rouy & Foucaud
- Verbascum blattarioides var. lusitanicum Schrad.
- Verbascum blattarioides var. sublobatum Rouy in Rouy & Foucaud
- Verbascum blattarioides Lam.
- Verbascum celsiae Boiss.
- Verbascum grandiflorum Schrad.[6]

## Nombres comunes
- Castellano: blataria mayor, gordolobo, verbasco, verdelobo, verdolobo.[6]